# Moses Tanui
Moses Kiptarbet (Moses) Tanui (Nandi-district, 20 augustus 1965) is een voormalige langeafstandsloper uit Kenia. Hij deed tweemaal mee aan de Olympische Spelen, waarbij hij in zowel 1988 als 1992 achtste werd op de 10.000 m.

## Loopbaan
Tanui won goud op de wereldkampioenschappen van 1991 in Tokio op de 10.000 m. Twee jaar later, op de WK in Stuttgart, finishte hij als tweede na een controversieel incident, waarbij hij in de laatste ronde een schoen verloor en contact maakte met de uiteindelijke winnaar Haile Gebrselassie. Hij won ook de Boston Marathon in 1996 en 1998. Tanui won het wereldkampioenschap halve marathon in 1995 en veroverde twee jaar later zilver.
Moses Tanui was de eerste atleet die de halve marathon beneden de 60 minuten liep, door op 3 april 1993 op de halve marathon van Milaan in een tijd van 59.47 te finishen. Zijn wereldrecord is daarna vijfmaal gebroken door zijn landgenoot Paul Tergat.
In 1993 en 1995 won Tanui de Great North Run. In 1996 won hij de Greifenseelauf in 1:01.40. Op 25 januari 1998 won hij de halve marathon van Tokio in 1:00.24. In 1999 liep hij een persoonlijk record op de Chicago Marathon in een tijd van 2:06.16. In 2002 won hij de marathon van Wenen in 2:10.25.

## Titels
- Wereldkampioen halve marathon - 1995
- Keniaans kampioen 10.000 m - 1988, 1989, 1990, 1991
- Keniaans kampioen veldlopen - 1990

## Persoonlijke records
Baan
| Onderdeel | Prestatie | Datum            | Plaats  |
| --------- | --------- | ---------------- | ------- |
| 3000 m    | 7.39,63   | 18 augustus 1995 | Keulen  |
| 5000 m    | 13.22,82  | 9 juni 1993      | Rome    |
| 10.000 m  | 27.18,32  | 3 september 1993 | Brussel |

Weg
| Onderdeel      | Prestatie | Datum           | Plaats  |
| -------------- | --------- | --------------- | ------- |
| halve marathon | 59.47     | 3 april 1993    | Milaan  |
| marathon       | 2:06.16   | 24 oktober 1999 | Chicago |

## Palmares

### 10.000 m
- 1990:  Gemenebestspelen - 28.11,56
- 1991:  WK - 27.38,74
- 1992: 8e OS - 28.27,11
- 1993:  WK - 27.46,54
- 1996: 8e OS - 27.47,23

### 15 km
- 1995:  São Silvestre - 44.20

### halve marathon
- 1990:  halve marathon van Milaan - 1:01.43
- 1991:  halve marathon van Milaan - 1:00.51
- 1992:  halve marathon van Milaan - 1:01.06
- 1993:  halve marathon van Milaan - 59.47
- 1994: 9e WK in Oslo - 1:01.35
- 1995:  WK in Montbéliard/Belfort - 1:01.45
- 1997:  WK in Košice - 59.58
- 2000: 18e Dam tot Damloop - 1:03.48

### marathon
- 1994: 10e Boston Marathon - 2:09.40
- 1995:  Boston Marathon - 2:10.22
- 1996:  Boston Marathon - 2:09.16
- 1997: 5e Boston Marathon - 2:11.38
- 1998:  Boston Marathon - 2:07.34
- 1998: 5e Chicago Marathon - 2:09.43
- 1999:  Chicago Marathon - 2:06.16
- 2000:  Boston Marathon - 2:09.50
- 2000:  Chicago Marathon - 2:07.47
- 2001: 12e Boston Marathon - 2:15.00
- 2002:  marathon van Wenen - 2:10.25
- 2002: 8e marathon van Berlijn - 2:10.55
- 2003: 11e marathon van Amsterdam - 2:12.24
- 2004: 11e marathon van Wenen - 2:15.09
- 2004: 9e marathon van Seoel - 2:12.59

### veldlopen
- 1987: 18e WK (lange afstand) - 37.17
- 1988: 6e WK (lange afstand) - 35.25
- 1989: 9e WK (lange afstand) - 40.42
- 1990:  WK (lange afstand) - 34.21
- 1991:  WK (lange afstand) - 33.54

1983 Alberto Cova ·
1987 Paul Kipkoech ·
1991 Moses Tanui ·
1993 Haile Gebrselassie ·
1995 Haile Gebrselassie ·
1997 Haile Gebrselassie ·
1999 Haile Gebrselassie ·
2001 Charles Kamathi ·
2003 Kenenisa Bekele ·
2005 Kenenisa Bekele ·
2007 Kenenisa Bekele ·
2009 Kenenisa Bekele ·
2011 Ibrahim Jeilan ·
2013 Mo Farah ·
2015 Mo Farah ·
2017 Mo Farah ·
2019 Joshua Cheptegei · 
2022 Joshua Cheptegei · 
2023 Joshua Cheptegei